# SBS GOLF 2
SBS高爾夫球頻道2(英文:SBS GOLF 2)是南韓高爾夫體育頻道，於2023年4月1日正式開播。播放內容以韓國男子職業高爾夫球聯賽(KPGA)為中心的頻道。

## 相關連結
- 官方网站